# Zawada (powiat czarnkowsko-trzcianecki)
Zawada – osada leśna (leśniczówka) w Polsce położona w województwie wielkopolskim, w powiecie czarnkowsko-trzcianeckim, w gminie Wieleń.
W latach 1975–1998 miejscowość położona była w województwie pilskim.
W 2022 roku miejscowość zamieszkiwało 18 osób.